# Disagree and commit
Disagree and commit (несогласие и принятие обязательств) — управленческий принцип, согласно которому сотрудники организации или члены команды могут открыто высказывать несогласие на этапе обсуждения, но обязаны поддерживать и реализовывать решение после его принятия.

## История
Одно из ранних упоминаний принципа связано с компанией Sun Microsystems, чей CEO Скотт Макнили использовал фразу «Agree and commit, disagree and commit, or get out of the way».
В Intel принцип получил развитие под руководством Эндрю Гроува. Компания использовала его для создания культуры конструктивного конфликта, где Гроув лично демонстрировал готовность к открытому обсуждению и критике идей во время совещаний, вплоть до прерывания презентаций руководителей, если считал их недостаточно содержательными.
В Amazon принцип «Have Backbone; Disagree and Commit» («Имей стержень; не соглашайся и бери обязательства») включен в список корпоративных принципов лидерства. Джефф Безос подчеркивал важность этого принципа для ускорения принятия решений в ситуациях, когда нет полного консенсуса.
В 2024 году компания Netflix включила версию этого принципа в свой культурный меморандум.

## Основные положения
Принцип состоит из двух ключевых элементов:
- Открытое обсуждение и выражение несогласия до принятия решения
- Полная поддержка принятого решения всеми участниками[1]

## Применение
При внедрении принципа рекомендуется:
- Учитывать индивидуальные стили принятия решений членов команды: некоторым требуется больше времени для анализа, другие принимают решения быстрее
- Предоставлять достаточное время для обсуждения и формирования позиции
- Обеспечивать возможность для каждого быть услышанным
- Чётко фиксировать момент перехода от обсуждения к исполнению решения[4]

## Проблемы и ограничения
Одна из основных проблем при внедрении принципа — тенденция к проведению «встреч после встреч», когда несогласные участники продолжают обсуждать и оспаривать решение после его формального принятия. Успешное применение принципа «disagree and commit» помогает избежать этой проблемы, требуя от всех участников явного согласия следовать принятому решению.
Практика показывает, что сотрудники могут испытывать трудности с полноценным принятием решения, если чувствуют, что их мнение не было действительно услышано во время обсуждения.